# レイエンダ
レイエンダ（英:Leyenda、2015年1月30日 - ）は、日本の競走馬。主な勝ち鞍は2019年のエプソムカップ（GIII）。馬名の由来は「伝説（西）。父名、兄名より連想」。2017年の東京優駿、2018年の天皇賞（秋）を制したレイデオロを全兄に持つ。

## 戦績

### デビュー前
2015年1月30日、北海道安平町のノーザンファームで誕生。一口馬主法人「キャロットクラブ」から総額7,000万円（1口17.5万円×400口）で募集された。育成は全兄レイデオロと同じくノーザンファーム空港牧場のA1厩舎で行われた。デビュー前から評価は高く、「素質は兄より上」と評されていた。

### 2歳（2017年）
兄、母と同じく美浦・藤沢和雄厩舎に入厩。兄がダービー馬となった2ヶ月後の7月30日、札幌芝1800mの新馬戦でクリストフ・ルメールを背にデビューし、単勝1.2倍の支持に応えて初戦を飾る。ルメールは「このレースは去年ソウルスターリングが勝ったレース。クラシック、いけますよ」と史上3組目の兄弟ダービー制覇に太鼓判を押した。しかし、レース後に軽度ながら骨折が判明し、復帰まで6ヶ月以上を要する見込みと診断された。

### 3歳（2018年）
クラシック戦線には間に合わず、5月12日に自己条件戦の夏木立賞で復帰。9ヶ月半ぶりの出走ながらブランクを感じさせない走りを見せ、1分58秒8の好時計でデビュー2連勝とした。2ヶ月後の松前特別（1000万下）も楽勝し、デビューから無傷の3連勝を果たした。ルメールは「凄くいい馬。まだまだ良くなるし、重賞も絶対に獲れる」と絶賛した。
初の重賞挑戦となったセントライト記念でも単勝1.9倍の断然人気に支持されたが、実績馬ジェネラーレウーノに1馬身1/4差し届かず2着に終わり、初の敗戦を喫した。レース前にはセントライト記念をステップに天皇賞（秋）、ジャパンカップ、菊花賞のいずれかに向かうプランが明かされていたが、この敗戦により予定は一旦白紙に戻された。
仕切り直しの一戦となったチャレンジカップでも1番人気に推されたが、中団追走から差を詰められずに6着に敗れた。

### 4歳（2019年）
古馬初戦には初のマイル戦となる東京新聞杯が選ばれ、同厩舎のタワーオブロンドンに騎乗するルメールに変わって北村宏司が手綱を取った。レースではマイルの速い流れに戸惑って最後方からの追走となり、メンバー中最速の上がり3F32秒8の末脚を繰り出すも8着に終わった。
休養を挟み、5月18日のメイステークスで復帰。ルメールが騎乗停止中のため、ブレントン・アヴドゥラが初騎乗したが、9着と大敗を喫する。これで3戦連続の掲示板外となり、二の脚がつかなくなっていたため、次戦のエプソムカップではチークピーシーズを装着。これが功を奏し、楽に2番手のポジションを確保すると、1000m通過63秒9の超スローペースを折り合い、上がり3F32.7の末脚で逃げたサラキアを交わして優勝。3走ぶりのコンビで初重賞制覇に導いたルメールはGIIIながらゴール板通過後に渾身のガッツポーズを披露し、「血統、能力からG1にもいける馬だと思っています」とコメントをした。
重賞連勝を狙い、9月1日の新潟記念に単勝1番人気で出走したが、10着と惨敗を喫した。ルメールは「3、4コーナーで外にプッシュされてスムーズじゃなかった。最後は自分からブレーキをかけていた。冷静に走れれば良かったけど…」と敗因を述べた。
その後、10月19日の富士ステークスでは2着と好走するものの、11月17日のマイルチャンピオンシップでは15着に沈んだ。

### 5歳（2020年） - 7歳（2022年）
2020年は東京新聞杯から始動するも8着。4月のダービー卿チャレンジトロフィーでは3着となるが、その後は惨敗が続き、翌2021年4月のダービー卿チャレンジトロフィーのレース後に去勢手術を行った。去勢手術から復帰後のレースでも未勝利に終わった。2022年2月28日の藤沢和雄厩舎解散に伴い、新規開業の蛯名正義厩舎へ移籍する。4月に障害試験に合格したが、8月24日に左膝の骨折が判明し、現役を引退することになり、翌25日付で競走馬登録を抹消された。引退後は乗馬となる予定だが、繋養先は未定である。

## 競走成績
以下の内容は、netkeiba.comの情報に基づく。
| 競走日     | 競馬場 | 競走名           | 格       | 距離（馬場）  | 頭 数 | 枠 番 | 馬 番 | オッズ （人気） | 着順 | タイム （上がり3F） | 着差 | 騎手          | 斤量 [kg] | 1着馬（2着馬）     | 馬体重 [kg] |
| ---------- | ------ | ---------------- | -------- | ------------- | ----- | ----- | ----- | --------------- | ---- | ------------------- | ---- | ------------- | --------- | ------------------ | ----------- |
| 2017.07.30 | 札幌   | 2歳新馬          |          | 芝1800m（良） | 7     | 7     | 7     | 001.20（1人）   | 01着 | R1:51.4（34.5）     | -0.2 | 0C.ルメール   | 54        | （ラソワドール）   | 474         |
| 2018.05.12 | 東京   | 夏木立賞         | 500万下  | 芝2000m（良） | 9     | 4     | 4     | 002.10（1人）   | 01着 | R1:58.8（33.6）     | -0.3 | 0C.ルメール   | 56        | （ドミナートゥス） | 484         |
| 0000.07.22 | 函館   | 松前特別         | 1000万下 | 芝2000m（良） | 11    | 3     | 3     | 001.40（1人）   | 01着 | R1:59.3（34.1）     | -0.3 | 0C.ルメール   | 54        | （エルリストン）   | 486         |
| 0000.09.17 | 中山   | セントライト記念 | GII      | 芝2200m（良） | 15    | 8     | 15    | 001.90（1人）   | 02着 | R2:12.3（34.6）     | -0.2 | 0C.ルメール   | 56        | ジェネラーレウーノ | 486         |
| 0000.12.01 | 阪神   | チャレンジC      | GIII     | 芝2000m（良） | 12    | 6     | 8     | 002.10（1人）   | 06着 | R1.59.3（34.3）     | -1.0 | 0C.ルメール   | 55        | エアウィンザー     | 482         |
| 2019.02.03 | 東京   | 東京新聞杯       | GIII     | 芝1600m（良） | 15    | 8     | 15    | 009.90（5人）   | 08着 | R1:32.5（32.8）     | -0.6 | 0北村宏司     | 56        | インディチャンプ   | 490         |
| 0000.05.18 | 東京   | メイS            | OP       | 芝1800m（良） | 15    | 8     | 15    | 002.60（1人）   | 09着 | R1:46.6（33.7）     | -0.8 | 0B.アヴドゥラ | 56        | ダイワキャグニー   | 486         |
| 0000.06.09 | 東京   | エプソムC        | GIII     | 芝1800m（稍） | 13    | 6     | 9     | 008.60（5人）   | 01着 | R1:49.1（32.7）     | -0.1 | 0C.ルメール   | 56        | （サラキア）       | 486         |
| 0000.09.01 | 新潟   | 新潟記念         | GIII     | 芝1800m（稍） | 18    | 5     | 9     | 003.30（1人）   | 10着 | R1:58.4（34.7）     | -0.9 | 0C.ルメール   | 57        | ユーキャンスマイル | 492         |
| 0000.10.19 | 東京   | 富士S            | GIII     | 芝1600m（稍） | 18    | 5     | 9     | 008.90（3人）   | 02着 | R1:33.1（33.0）     | -0.1 | 0C.スミヨン   | 57        | ノームコア         | 486         |
| 0000.11.17 | 京都   | マイルCS         | GI       | 芝1600m（良） | 17    | 8     | 17    | 021.70（8人）   | 15着 | R1:34.3（34.4）     | -1.3 | 0C.ルメール   | 57        | インディチャンプ   | 484         |
| 2020.02.09 | 東京   | 東京新聞杯       | GIII     | 芝1600m（良） | 16    | 3     | 6     | 017.40（7人）   | 08着 | R1:33.5（34.6）     | -0.5 | 0丸山元気     | 57        | プリモシーン       | 496         |
| 0000.04.04 | 中山   | ダービー卿CT     | GIII     | 芝1600m（良） | 16    | 3     | 6     | 011.80（5人）   | 03着 | R1:33.1（35.2）     | -0.3 | 0丸山元気     | 57        | クルーガー         | 494         |
| 0000.06.14 | 東京   | エプソムC        | GIII     | 芝1800m（不） | 18    | 8     | 17    | 006.40（3人）   | 10着 | R1:49.4（36.8）     | -1.7 | 0C.ルメール   | 57        | ダイワキャグニー   | 486         |
| 0000.07.19 | 函館   | 函館記念         | GIII     | 芝2000m（良） | 16    | 1     | 1     | 005.30（2人）   | 11着 | R2:00.9（38.1）     | -1.2 | 0C.ルメール   | 57        | アドマイヤジャスタ | 488         |
| 0000.10.24 | 東京   | 富士S            | GII      | 芝1600m（良） | 12    | 5     | 6     | 026.4（10人）   | 07着 | R1:34.3（35.4）     | -0.9 | 0池添謙一     | 56        | ヴァンドギャルド   | 494         |
| 2021.01.10 | 中山   | ポルックスS      | OP       | ダ1800m（良） | 16    | 1     | 2     | 016.70（7人）   | 13着 | R1:55.4（38.1）     | -1.4 | 0横山武史     | 59        | ダノンスプレンダー | 506         |
| 0000.02.14 | 阪神   | 京都記念         | GII      | 芝2200m（良） | 11    | 6     | 6     | 077.6（10人）   | 09着 | R2:11.6（35.9）     | -1.2 | 0団野大成     | 56        | ラヴズオンリーユー | 494         |
| 0000.04.03 | 中山   | ダービー卿CT     | GIII     | 芝1600m（良） | 15    | 3     | 6     | 030.70（9人）   | 15着 | R1:54.9（50.1）     | 22.3 | 0丸山元気     | 57        | テルツェット       | 494         |
| 0000.09.12 | 中山   | 京成杯AH         | GIII     | 芝1600m（良） | 16    | 3     | 6     | 158.2（15人）   | 06着 | R1:32.3（33.8）     | -0.3 | 0津村明秀     | 57        | カテドラル         | 488         |
| 0000.12.11 | 中京   | 中日新聞杯       | GIII     | 芝2000m（良） | 18    | 8     | 18    | 019.80（9人）   | 18着 | R2.01.6（35.8）     | -1.8 | 0C.ルメール   | 57        | ショウナンバルディ | 486         |

## 血統表
| レイエンダの血統              | レイエンダの血統                                    | レイエンダの血統                                    | （血統表の出典）                                    | （血統表の出典）  |
| 父系                          | ミスタープロスペクター系                            | ミスタープロスペクター系                            | ミスタープロスペクター系                            | [ § 2 ]           |
| 父 キングカメハメハ 2001 鹿毛 | 父の父Kingmambo 1990 鹿毛                           | Mr.Prospector                                       | Raise a Native                                      | Raise a Native    |
| 父 キングカメハメハ 2001 鹿毛 | 父の父Kingmambo 1990 鹿毛                           | Mr.Prospector                                       | Gold Digger                                         |                   |
| 父 キングカメハメハ 2001 鹿毛 | 父の父Kingmambo 1990 鹿毛                           | Miesque                                             | Nureyev                                             | Nureyev           |
| 父 キングカメハメハ 2001 鹿毛 | 父の父Kingmambo 1990 鹿毛                           | Miesque                                             | Pasadoble                                           |                   |
| 父 キングカメハメハ 2001 鹿毛 | 父の母*マンファス Manfath 1991 黒鹿毛               | *ラストタイクーン                                   | *トライマイベスト                                   | *トライマイベスト |
| 父 キングカメハメハ 2001 鹿毛 | 父の母*マンファス Manfath 1991 黒鹿毛               | *ラストタイクーン                                   | Mill Princess                                       |                   |
| 父 キングカメハメハ 2001 鹿毛 | 父の母*マンファス Manfath 1991 黒鹿毛               | Pilot Bird                                          | Blakeney                                            | Blakeney          |
| 父 キングカメハメハ 2001 鹿毛 | 父の母*マンファス Manfath 1991 黒鹿毛               | Pilot Bird                                          | The Dancer                                          |                   |
| 母 ラドラーダ 2006 青鹿毛     | 母の父シンボリクリスエス 1999 黒鹿毛                | Kris S.                                             | Roberto                                             | Roberto           |
| 母 ラドラーダ 2006 青鹿毛     | 母の父シンボリクリスエス 1999 黒鹿毛                | Kris S.                                             | Sharp Queen                                         |                   |
| 母 ラドラーダ 2006 青鹿毛     | 母の父シンボリクリスエス 1999 黒鹿毛                | Tee Kay                                             | Gold Meridian                                       | Gold Meridian     |
| 母 ラドラーダ 2006 青鹿毛     | 母の父シンボリクリスエス 1999 黒鹿毛                | Tee Kay                                             | Tri Argo                                            |                   |
| 母 ラドラーダ 2006 青鹿毛     | 母の母*レディブロンド 1998 鹿毛                     | Seeking the Gold                                    | Mr. Prospector                                      | Mr. Prospector    |
| 母 ラドラーダ 2006 青鹿毛     | 母の母*レディブロンド 1998 鹿毛                     | Seeking the Gold                                    | Con Game                                            |                   |
| 母 ラドラーダ 2006 青鹿毛     | 母の母*レディブロンド 1998 鹿毛                     | *ウインドインハーヘア                               | Alzao                                               | Alzao             |
| 母 ラドラーダ 2006 青鹿毛     | 母の母*レディブロンド 1998 鹿毛                     | *ウインドインハーヘア                               | Burghclere                                          |                   |
| 母系(F-No.)                   | 2号族(FN:2-f)                                       | 2号族(FN:2-f)                                       | 2号族(FN:2-f)                                       | [ § 3 ]           |
| 5代内の近親交配               | Mr.Prospector3×4＝18.75%、Northern Dancer5×5＝6.25% | Mr.Prospector3×4＝18.75%、Northern Dancer5×5＝6.25% | Mr.Prospector3×4＝18.75%、Northern Dancer5×5＝6.25% | [ § 4 ]           |
| 出典                          | 1. 2. 3. 4.                                         | 1. 2. 3. 4.                                         | 1. 2. 3. 4.                                         | 1. 2. 3. 4.       |

- 3代母ウインドインハーヘアは三冠馬ディープインパクトの母。
- 2代母レディブロンド、母ラドラーダ、母父シンボリクリスエスも藤沢和雄厩舎に所属した厩舎縁の血統である。